# پناهگاه حیات وحش سه‌گانه سانگا
پناهگاه حیات وحش سه گانه رودخانه سانگا جنگلی است که بین کشورهای جمهوری آفریقای مرکزی ، کامرون و جمهوری کنگو تقسیم شده است. این مکان در سال ۲۰۱۲ به عنوان میراث جهانی یونسکو ثبت شد.  

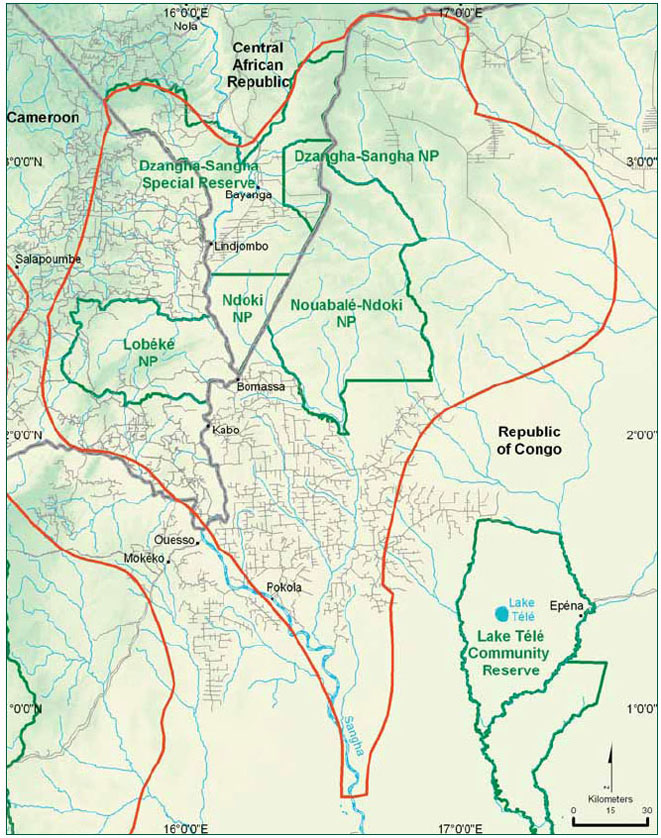
نقشه